# Rathaus (Hammelburg)

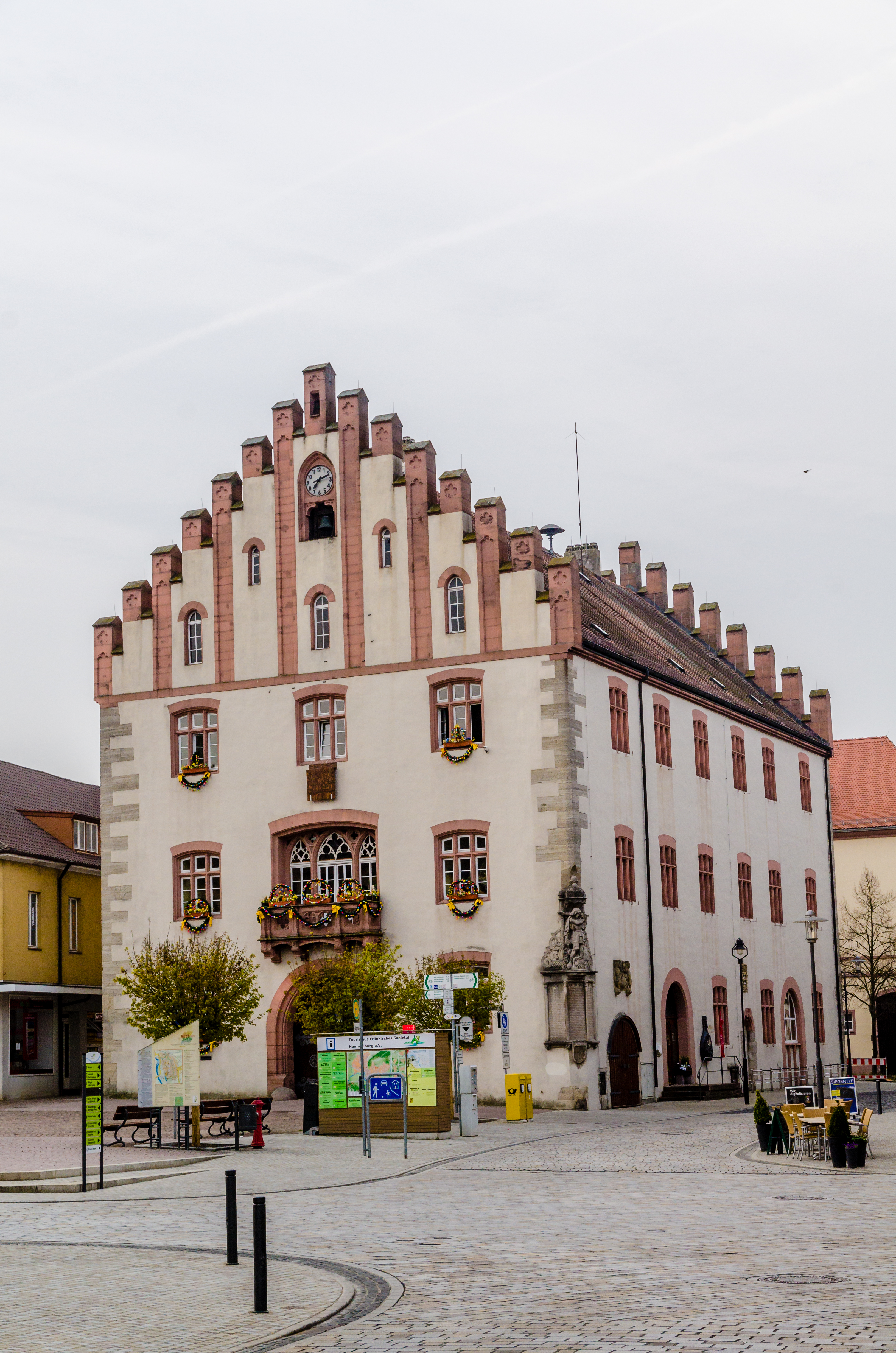
Rathaus in Hammelburg

Das Rathaus in Hammelburg, einer Stadt im unterfränkischen Landkreis Bad Kissingen in Bayern, wurde im Kern von 1526 bis 1529 errichtet. Das Rathaus mit der Adresse Am Marktplatz 1 ist ein geschütztes Baudenkmal. 
Der dreigeschossige Massivbau mit Satteldach und Treppengiebeln, sowie gewölbter Erdgeschossdurchfahrt, hat einen Treppenturm aus dem Jahr 1526.
Nach dem Stadtbrand von 1854 wurde das Gebäude von 1855 bis 1856 erneuert.
An der Gebäudeecke zum Platz ist ein Kriegerdenkmal für die Gefallenen des Ersten Weltkrieges angebracht worden, das 1925 vom Hammelburger Bildhauer Kaspar Ruppert geschaffen wurde.